# Khachrod
Khachrod là một thành phố và khu đô thị của quận Ujjain thuộc bang Madhya Pradesh, Ấn Độ.

## Địa lý
Khachrod có vị trí 23°25′B 75°17′Đ / 23,42°B 75,28°Đ Nó có độ cao trung bình là 485 mét (1591 feet).

## Nhân khẩu
Theo điều tra dân số năm 2001 của Ấn Độ, Khachrod có dân số 29.897 người. Phái nam chiếm 51% tổng số dân và phái nữ chiếm 49%. Khachrod có tỷ lệ 64% biết đọc biết viết, cao hơn tỷ lệ trung bình toàn quốc là 59,5%: tỷ lệ cho phái nam là 74%, và tỷ lệ cho phái nữ là 54%. Tại Khachrod, 16% dân số nhỏ hơn 6 tuổi.